# Вакаяма (град)
Вакаяма (на японски: 和歌山市) е град в префектура Вакаяма, Япония. Населението на града е 357 868 жители (по приблизителна оценка към октомври 2018 г.), а общата площ – 210,25 km2. Намира се в часова зона UTC+9 в северната част на префектурата. Вакаяма заема 4% от територията на префектурата, но има 40% от нейното население. Това нарастване на населението настъпва въпреки претърпените сериозни промени в икономиката на Вакаяма, когато кейрецу „Сумитомо Груп“ премества голяма част от производство си на стомана в Китай. Стоманодобивните заводи в града са намалени и преструктурирани, а част от тях напълно затворени през 2004 г.
Вакаяма е основан на 1 април 1889 г.
В града се намира един от трите в Япония „мелодични пътища“. Движейки се по такъв път, колите възпроизвеждат популярна японска песен. Звуковият ефект се получава от напречни бразди с различни широчина и интервали, издълбани върху асфалтовото покритие на платното. Мелодията се чува от пътуващите в колата само при определена скорост, с което шофьорите се насърчават да спазват ограниченията на скоростта.
Вакаяма се дели на две части от река Кинокава.